# Maggi
Maggi (in Deutschland und Österreich [ˈmagi], in der Schweiz [ˈmadʒi]) ist ein nach seinem Gründer Julius Maggi benanntes Schweizer Unternehmen der Lebensmittelindustrie, das vor allem für Instantsuppen, Brühwürfel, Flüssigwürze, Fertigsaucen und Fertiggerichte bekannt ist.
Es wurde 1886 als AG gegründet und gehört seit 1947 als Marke zur Nestlé AG. Die Maggi-Unternehmungen AG hat ihren Schweizer Sitz in Cham. In Deutschland wird die Marke von der in ihrem Stammwerk in Singen ansässigen Maggi GmbH, einer Tochtergesellschaft der Nestlé Deutschland AG, vertrieben. Weitere deutsche Produktionsorte sind Lüdinghausen, Neuss, Conow und Biessenhofen.

## Geschichte

Produktionshalle von Maggi (um 1900)

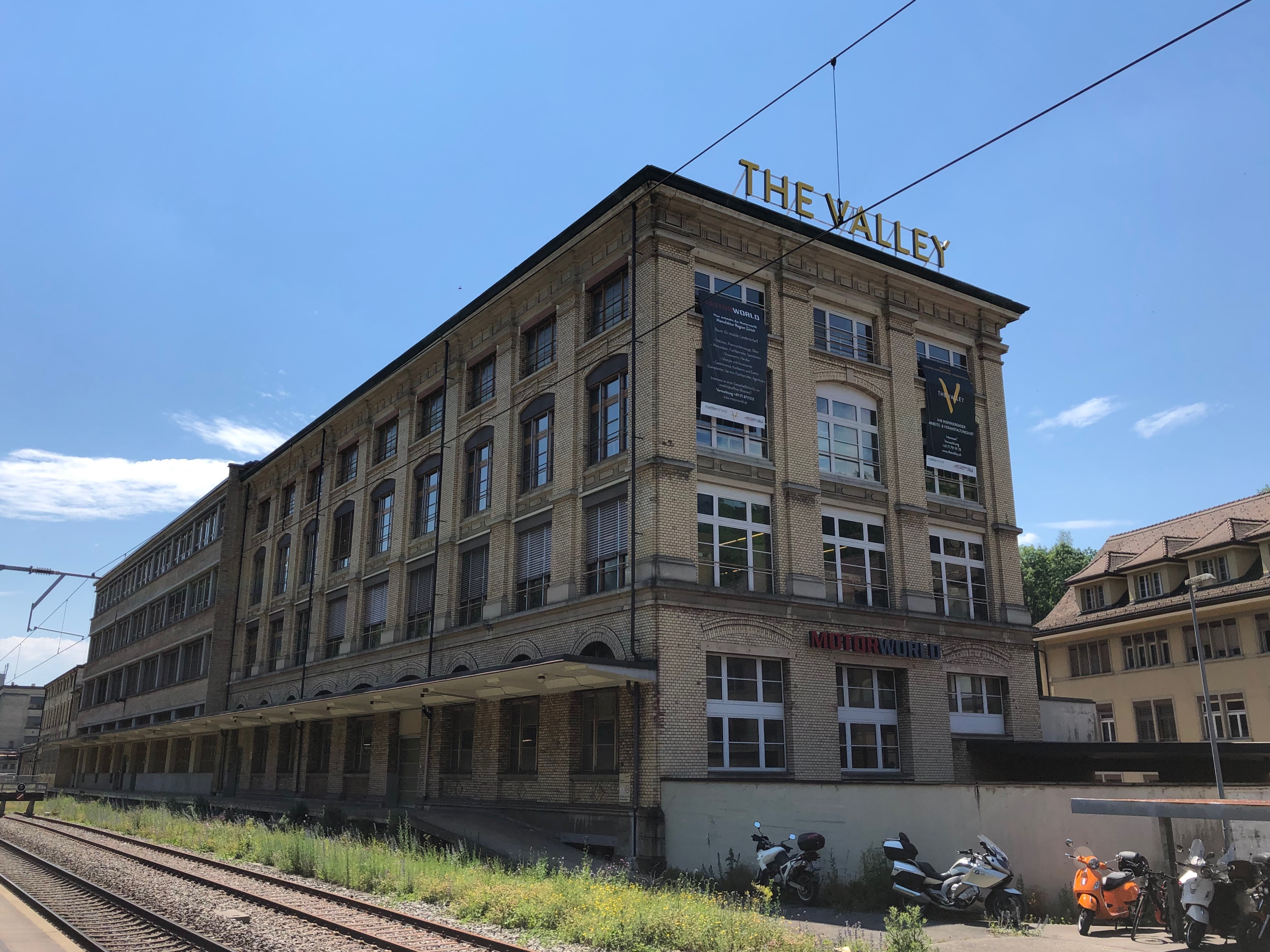
Ehemaliges Produktionsgebäude in Kemptthal (Kanton Zürich)

Der 1869 von Julius Maggi übernommene väterliche Mühlenbetrieb in Kemptthal entwickelte sich unter seiner Leitung zu einem der Pioniere der industriellen Lebensmittelproduktion mit dem Ziel, die Ernährungsweise von Arbeiterfamilien durch bessere Nährstoffversorgung und schnellere Zubereitung zu verbessern. Seit 1884 bot Maggi Mehl aus eiweissreichen Hülsenfrüchten (Leguminosen) an, das durch vorhergehendes Rösten schnell zu garen war.
Auf einer Tagung der schweizerischen «Gemeinnützigen Gesellschaft» sprach 1882 der Arzt und Fabrikinspektor Fridolin Schuler über die miserable Ernährungssituation der Fabrikarbeiter: Arbeiterinnen fänden nicht mehr genug Zeit, um für ihre Familien zu kochen, kalte Speisen oder Alkohol ersetzten oft warme Mahlzeiten; in den Kantinen der Fabriken würden Mahlzeiten verabreicht, die zwar billig seien, aber nicht ausreichend nahrhaft. Die Folgen seien Unterernährung, Magenkrankheiten, hohe Kindersterblichkeit. Schuler propagierte eiweissreiche, leicht verdauliche Hülsenfrüchte/Leguminosen. Sie sollten der Arbeiterschaft in einer Form angeboten werden, die für schnelle Zubereitung geeignet und billig wäre. Die «Gesellschaft» wandte sich unter anderem an die Firma Maggi.
Julius Maggi experimentierte zwei Jahre lang mit verschiedenen Methoden mechanischer und chemischer Aufbereitung der Hülsenfrüchte und unterschiedlichen Mischungen. Die Ergebnisse wurden den Beauftragten der «Gemeinnützigen Gesellschaft» am 19. November 1884 vorgestellt und von ihnen für gut befunden. In einem Vertrag verpflichtete sich die Gesellschaft, drei Jahre lang ausschliesslich Maggis Leguminosen zu empfehlen. Maggi seinerseits garantierte für den Verkauf in der Schweiz einen Festpreis und regelmässige Produkt-Kontrollen. Der grosse Erfolg blieb aber zunächst aus. Der «Gesellschaft» wurde vorgeworfen, die Interessen eines privaten Unternehmens zu vertreten. Das Unternehmen Maggi wiederum hatte trotz der Unterstützung Schwierigkeiten, sich am Markt gegen andere Anbieter von Suppenmehlen zu behaupten.

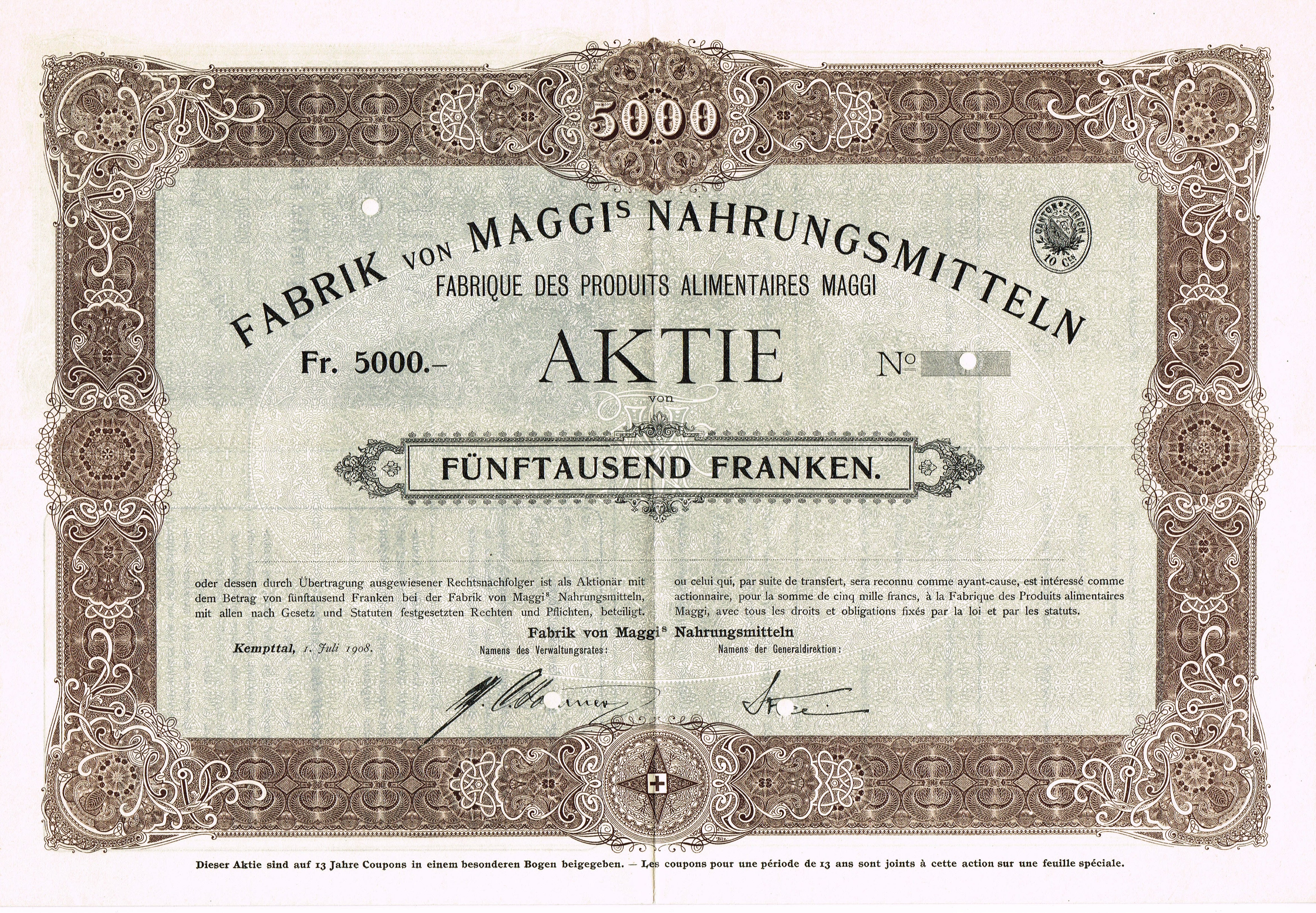
Aktie über 5000 Franken der Fabrik von Maggis Nahrungsmitteln vom 1. Juli 1908

Maggi-Auslieferung per Fahrrad (um 1900)

1872 gründete Julius Maggi die Firma J. Maggi & Cie. Ab 1885 brachte er neun industriell hergestellte Leguminosenmehl-Sorten auf den Markt. Auf der schweizerischen Kochkunst-Ausstellung in Zürich 1885 erhielt er das «Diplom erster Klasse». 1886 folgten die ersten Fertigsuppen auf Basis von Leguminosenmehl und die Maggi-Würze als Konkurrenz für den von Justus von Liebig erfundenen Fleischextrakt. Erste Warenlager und Niederlassungen im Ausland wurden gegründet, 1887 auch im badischen Singen. Um für die geplante weitere Expansion zusätzliches Kapital zu beschaffen, wurde die Firma 1889 in eine Aktiengesellschaft umgewandelt mit Julius Maggi als Generaldirektor. 1908 brachte Maggi den Brühwürfel auf den Markt.

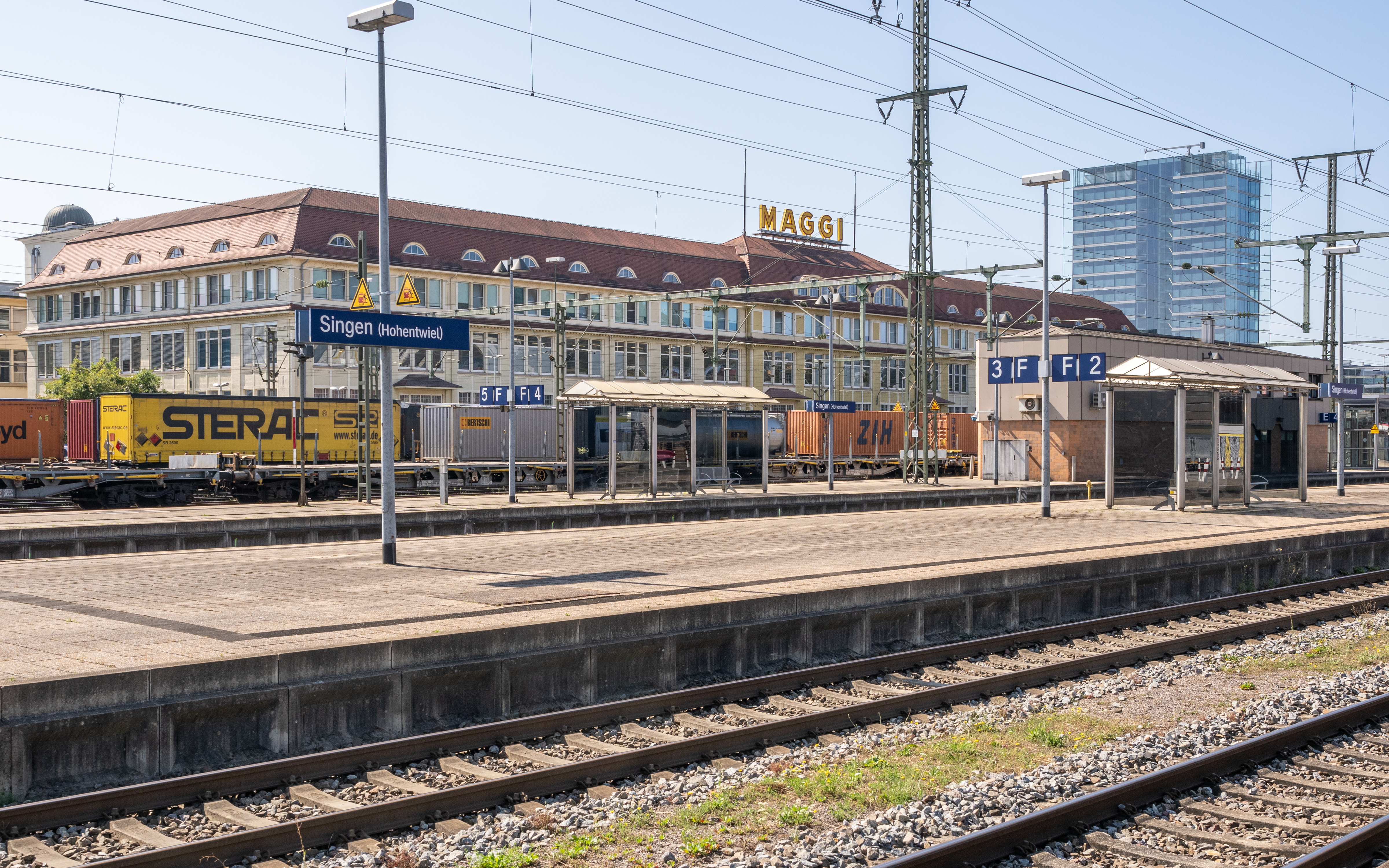
Maggi-Werk in Singen

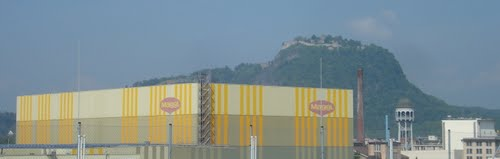
Maggi-Fabrik in Singen vor dem Hohentwiel

Maggi führte für die damalige Zeit ungewöhnliche umfangreiche Sozialleistungen wie Kantine, Arbeiterwohnungen, Betriebskrankenkasse, Witwen- und Altersrente sowie 1906 den freien Samstag ein. Bei einem Streik im Werk Singen im Jahre 1907 vermittelte Julius Maggi erfolgreich, warf der Geschäftsleitung vor, sie habe die «Fühlung mit der Arbeiterschaft» verloren, und regte die Gründung eines «Arbeiterausschusses» an, einer frühen Form des Betriebsrats. 1912 kam es bei Maggi Singen zum Abschluss des ersten Tarifvertrags in der deutschen Ernährungsindustrie.

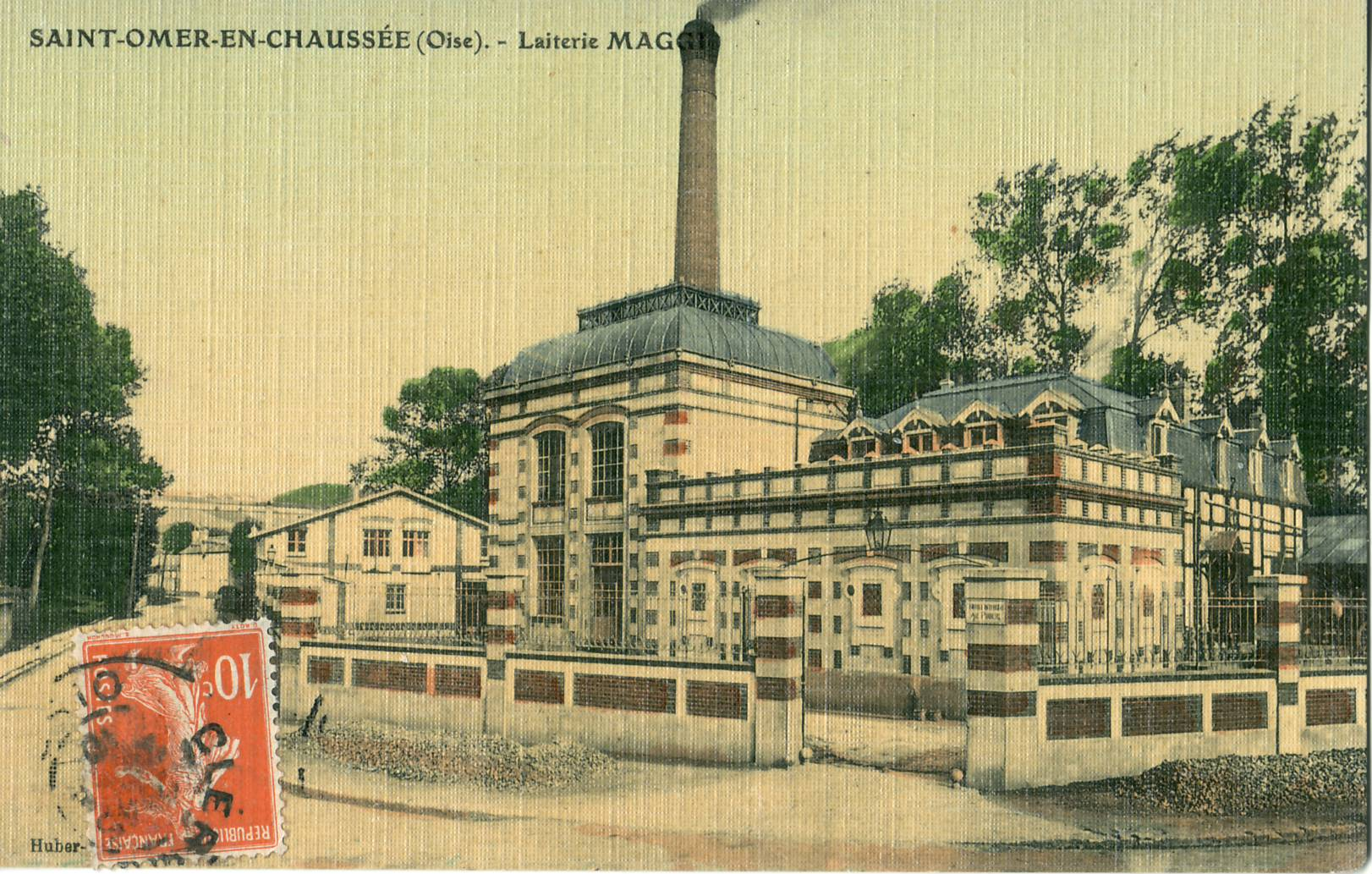
Maggi-Fabrik zur Milch-Pasteurisierung in Frankreich

Der Firmengründer Julius Maggi lebte ab 1902 vorwiegend in Paris und führte die Firma in Frankreich mit neuen Produkten zu grossen Erfolgen. Der Vertrieb pasteurisierter Milch der «Société laitière Maggi» belief sich im Jahr 1912 auf 60 Millionen Liter, und der Absatz von Brühwürfeln mit dem Namen KUB betrug 1912 monatlich 6 Millionen Stück.
Kurz nach Julius Maggis Tod 1912 wurde die Firma in eine Holdinggesellschaft umgewandelt, die Allgemeine MAGGI-Gesellschaft.
1933 eröffnete Maggi eine neue Fabrik für die Würze-Produktion in Le Blanc-Mesnil (Frankreich); 1940 folgte New Milford in den USA als elfte und letzte Fabrikgründung im Ausland.
Während die Firma Maggi in Frankreich vor, während und nach dem Ersten Weltkrieg in der Öffentlichkeit und vor Gericht darum kämpfen musste, nicht für eine deutsche Firma und ein deutsches Spionagenest gehalten zu werden, und sich schliesslich 1919 in SISA (Société industrielle des spécialités alimentaires) umbenannte, liess sie sich in Deutschland in den 1930er-Jahren vor den Karren des Nationalsozialismus spannen. Rudolf Weiß, ein Kampfgefährte Adolf Hitlers und frühes Parteimitglied der NSDAP, übernahm die Leitung des Werkes in Singen. 1938 erhielten Maggi Berlin und 1940 Maggi Singen den Titel «Nationalsozialistischer Musterbetrieb», nachdem sich die Firma bereits 1935 amtlich hatte beglaubigen lassen, dass «sämtliche Gesellschafter» sowie «sämtliche Geschäftsführer, Prokuristen und Bevollmächtigte arischer Abstammung» seien. Diese Anbiederung von Maggi bei der nationalsozialistischen Regierung erklärt sich vordergründig aus dem wirtschaftlichen Interesse, Geschäfte mit staatlichen oder kommunalen Einrichtungen zu tätigen. Um solche Aufträge zu bekommen, musste Maggi sich immer wieder bestätigen lassen, ein «arisches Unternehmen» zu sein. Maggi erhielt einen Exklusiv-Belieferungs-Vertrag für die Wehrmacht, für die sogar eine Spezialsuppe produziert wurde. Zwei Drittel der Maggi-Produktion gingen in den Kriegsjahren direkt oder indirekt an die Wehrmacht. Die Firma war in diesen Jahren auf ausländische Arbeitskräfte angewiesen. Die Zahl der Zwangsarbeiter aus Osteuropa schwankte zwischen 170 (Ende 1943) und 48 (Mai 1945).
Nach dem Zweiten Weltkrieg blieb die deutsche Maggi-Niederlassung nur auf Grund der Intervention höchster Stellen der Eidgenossenschaft in Bern und mit Unterstützung des Roten Kreuzes vor Beschlagnahmung und Zerschlagung bewahrt. Die Fusion mit Nestlé im Jahre 1947 diente auch der «Degermanisierung» des Bildes von Maggi.
Die Fusion Maggi-Nestlé 1947 vollzog sich nicht ohne Schwierigkeiten. Es kam zu starken Animositäten zwischen neuer Leitung und Arbeiterschaft. Der Haustarif bei Maggi in Singen wurde in Frage gestellt. Ludwig Erhard, der den damaligen Generaldirektor Riggenbach gut kannte, liess verlauten, «seine Wirtschaftspolitik gerate ins Wanken, wenn die Maggi weiterhin so hohe Löhne zahle». Grosse Skepsis beim Betriebsrat löste auch die Verlegung der kaufmännischen Abteilung von Berlin nach Frankfurt im Jahr 1949 aus.
Die Fusion von Nestlé und Maggi erfolgte über einen Zeitraum von mehreren Jahren und mit Hilfe einer eigens gegründeten Gesellschaft namens SOPAD (Société de produits alimentaires et diététiques). Vollkommen unterschiedliche Produktpaletten und Distributionsmechanismen waren miteinander in Einklang zu bringen, erwiesen sich aber letztlich als komplementär.
Als neuer Produktionsstandort in Deutschland (neben Singen/Hohentwiel) wurde 1964 Lüdinghausen im Münsterland in Betrieb genommen. 1992 erfolgte die Eröffnung eines Produktionsstandortes in Teutschenthal bei Halle (Saale).

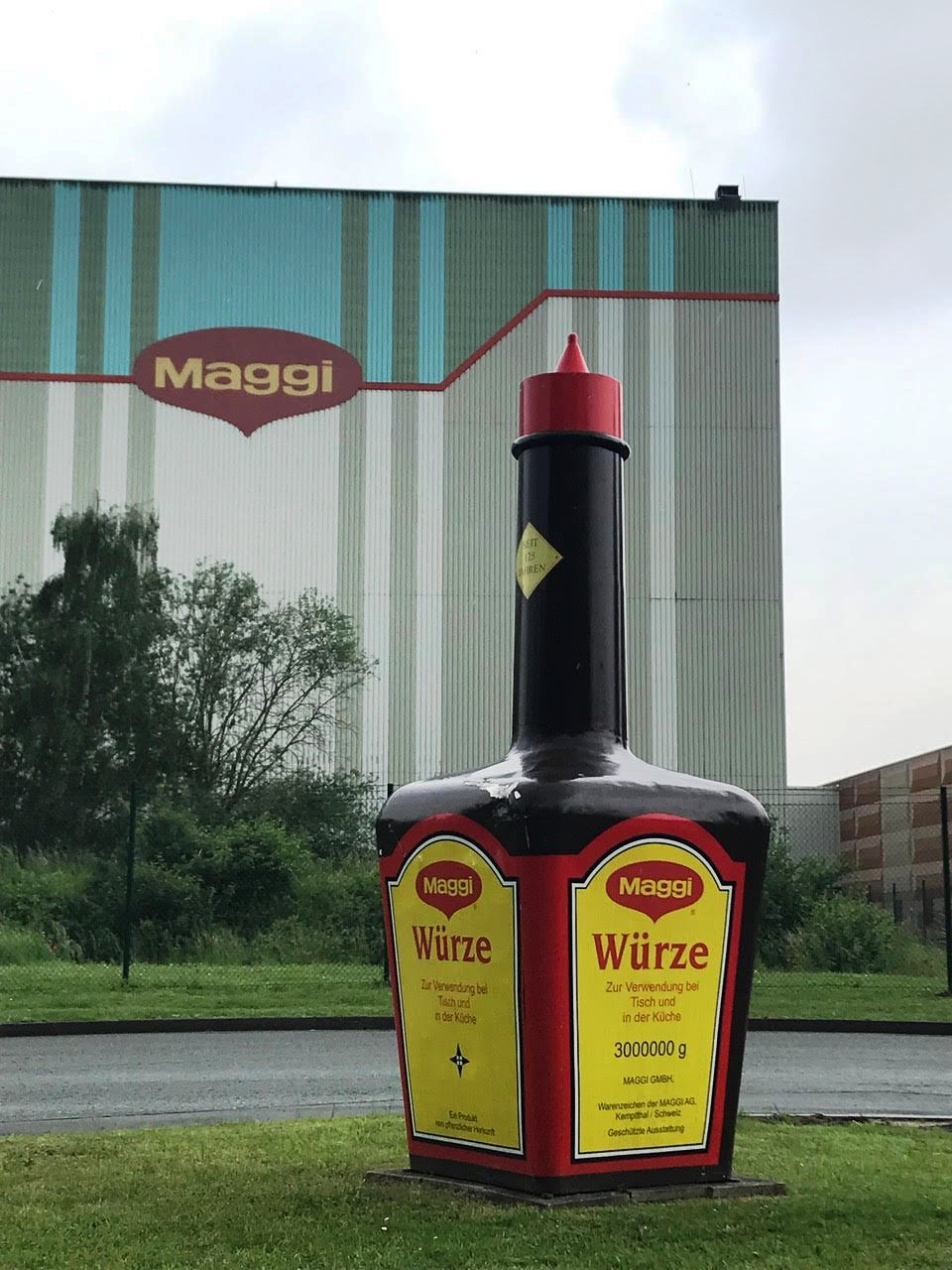
Vor dem Werk Lüdinghausen steht eine Maggi-Würze-Flasche, die 3.000.000 Gramm fasst.

2002 hat Nestlé das Maggi-Areal in Kemptthal, zusammen mit der Aromenproduktion, an Givaudan veräussert.

## Vermarktung

Maggi-Werbung (um 1900)

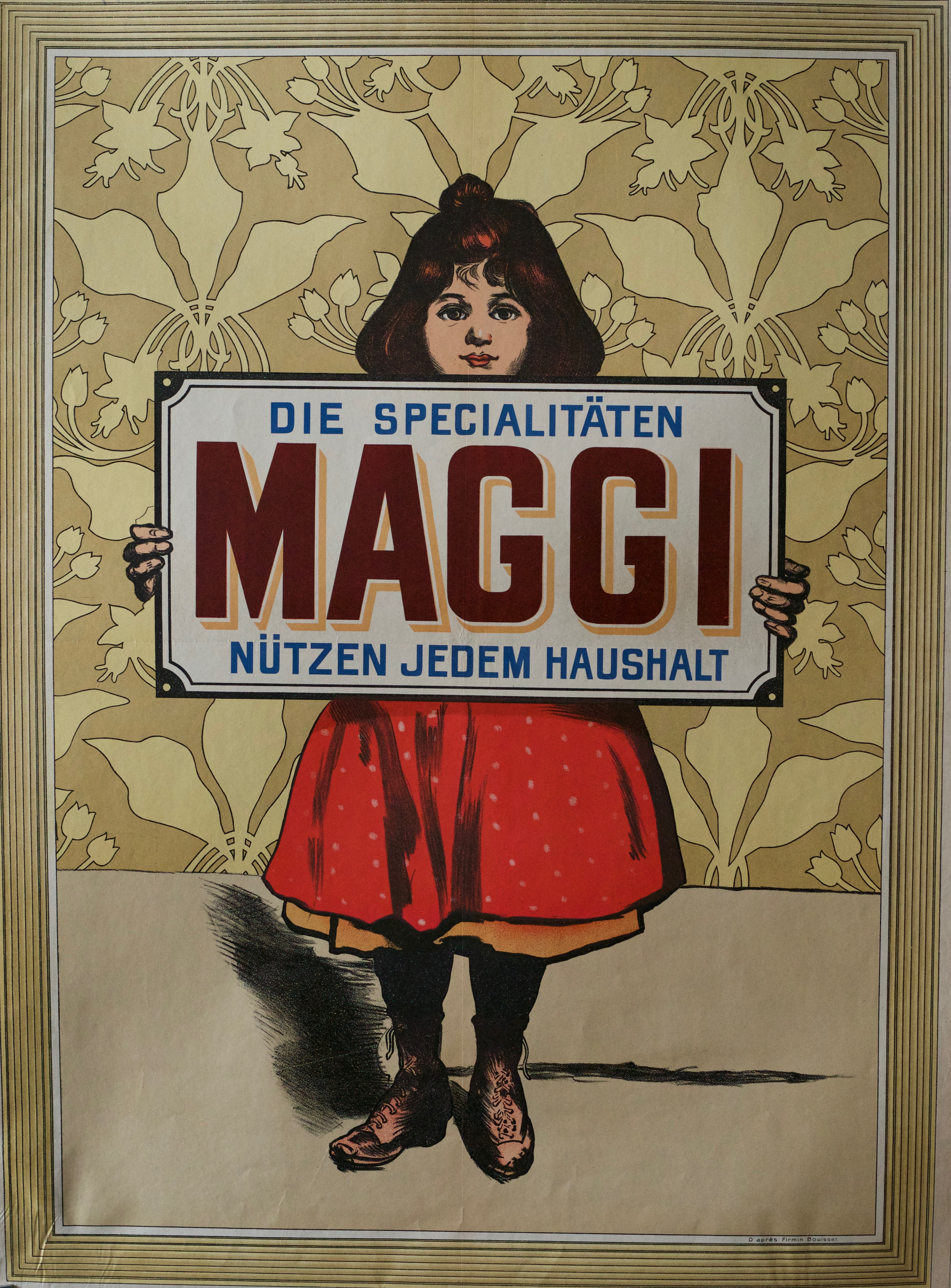
Maggi-Plakat nach Firmin Bouisset (1900)

Bis 1885 hatte Maggi die Werbung für ihre Produkte selbst konzipiert. Anfangs wirkten die Packungen überaus schlicht. Sie waren mit Herstellernamen und Produktbezeichnung bedruckt, dazu einem Slogan wie «Für Arm & Reich». Ähnlich einfach waren die Werbeanzeigen: «Am besten, gesundesten und von keiner Concurrenz erreichter Billigkeit» (1884) oder «Eine Hauptsache bei der Zubereitung von Maggi-Suppen ist das Salzen bis zur Schmackhaftigkeit und das Kochen, bis die Suppen etwas schleimig werden.» (1885).
1886 richtete Maggi ein firmeneigenes Reklame- und Pressebüro ein, das Julius Maggi direkt unterstellt war. Als Leiter des Büros engagierte er den damals 22-jährigen Frank Wedekind, der als Schriftsteller noch völlig unbekannt war. Er blieb ein Jahr lang und schrieb in dieser Zeit 150 Werbetexte für Maggi. Die handschriftlichen Originale befinden sich in einer Sondersammlung der Aargauer Kantonsbibliothek. Ungeklärt blieb, ob Wedekind sich bewusst ironische Übertreibungen gestattete, wenn er banale Massenartikel wie Fertigsuppen und Speisewürze mit immer neuen anekdotischen Einfällen empfahl. Hier eine seiner Arbeiten:
«Wenn der Kochkurs nicht wär’», seufzte das siebzehnjährige, schlanke, schwarzäugige Engelskind, «so wollte ich ja gerne heirathen. Aber er wünscht durchaus, dass ich vorher einen Kochkurs nehme.» «Elschen, beruhige Dich» sagte darauf die verständige Mutter. «Das nothwendigste will ich Dir schon beibringen; und dann würzest Du ihm jeden Mittag die Gerichte mit diesem Fläschchen hier. Pass mal auf, was der für Augen machen wird. Täglich giebt er Dir zwei Küsse mehr dafür! Es ist nämlich Maggi’s Suppen- und Speisewürze.» (Schriftlicher Kommentar von Julius Maggi: «Famos!»).
Auch nach Wedekinds Abgang liess Maggi die intensive Werbetätigkeit fortsetzen, mit den seinerzeit dominierenden Werbemitteln Inserat und Plakat (in Frankreich entwarf der berühmte Jugendstilgraphiker Alfons Maria Mucha ein Plakat für die Firma).
Werbeslogans in späterer Zeit waren: «Etwas Warmes braucht der Mensch – Maggi» und «Das gewisse Tröpfchen Etwas».
In Afrika ist folgender Fernsehwerbespot bekannt: «Mädchen, wie hast du diesen Killerhintern in nur zehn Tagen hingekriegt? Was ist dein Geheimnis?» Antwort: «Mit einem Maggiwürfel.» Allein in West- und Zentralafrika werden pro Jahr 36 Milliarden Maggi-Bouillonwürfel verkauft. Sie enthalten zu 50 % Salz, verdrängen die Vielfalt lokaler Gewürze und könnten zu Bluthochdruck und Zuckerkrankheit beitragen. Maggi-Berater versuchen darauf hinzuwirken, dass die afrikanischen Kunden Maggi-Würfel ohne zusätzliches Salz verwenden, um den Salzkonsum zu reduzieren.
Bis 2020 soll das heimische Maggi-Sortiment im Rahmen der Simply Good genannten Initiative mehr auf bekannte und gesündere Inhaltsstoffe ausgerichtet und der Salzgehalt reduziert werden.

Älteres Markenlogo
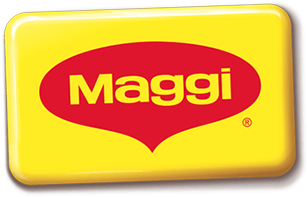
Älteres Markenlogo

## Trivia

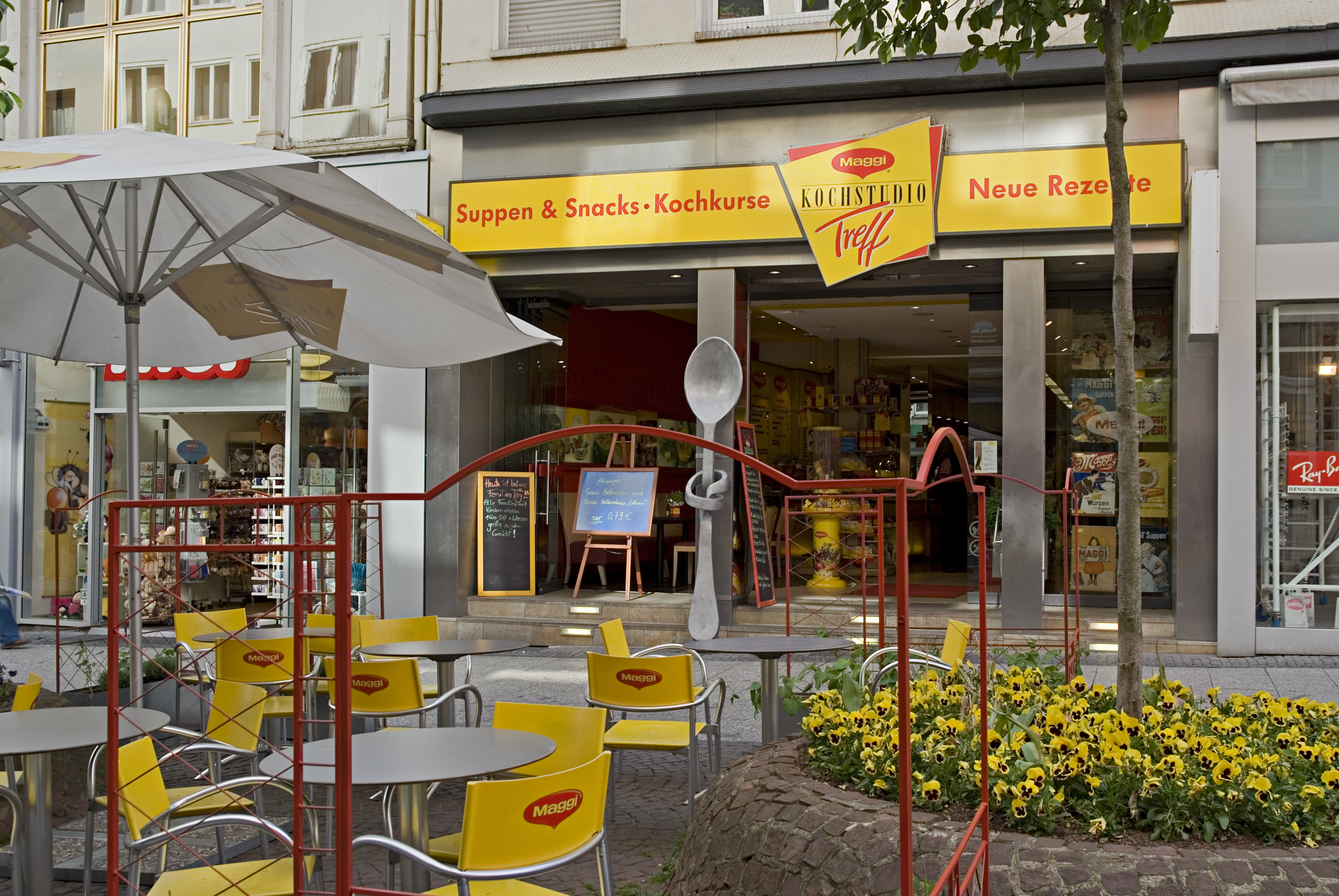
Ehemaliges Maggi-Kochstudio, Verkaufsstelle und Schnellrestaurant in Frankfurt am Main

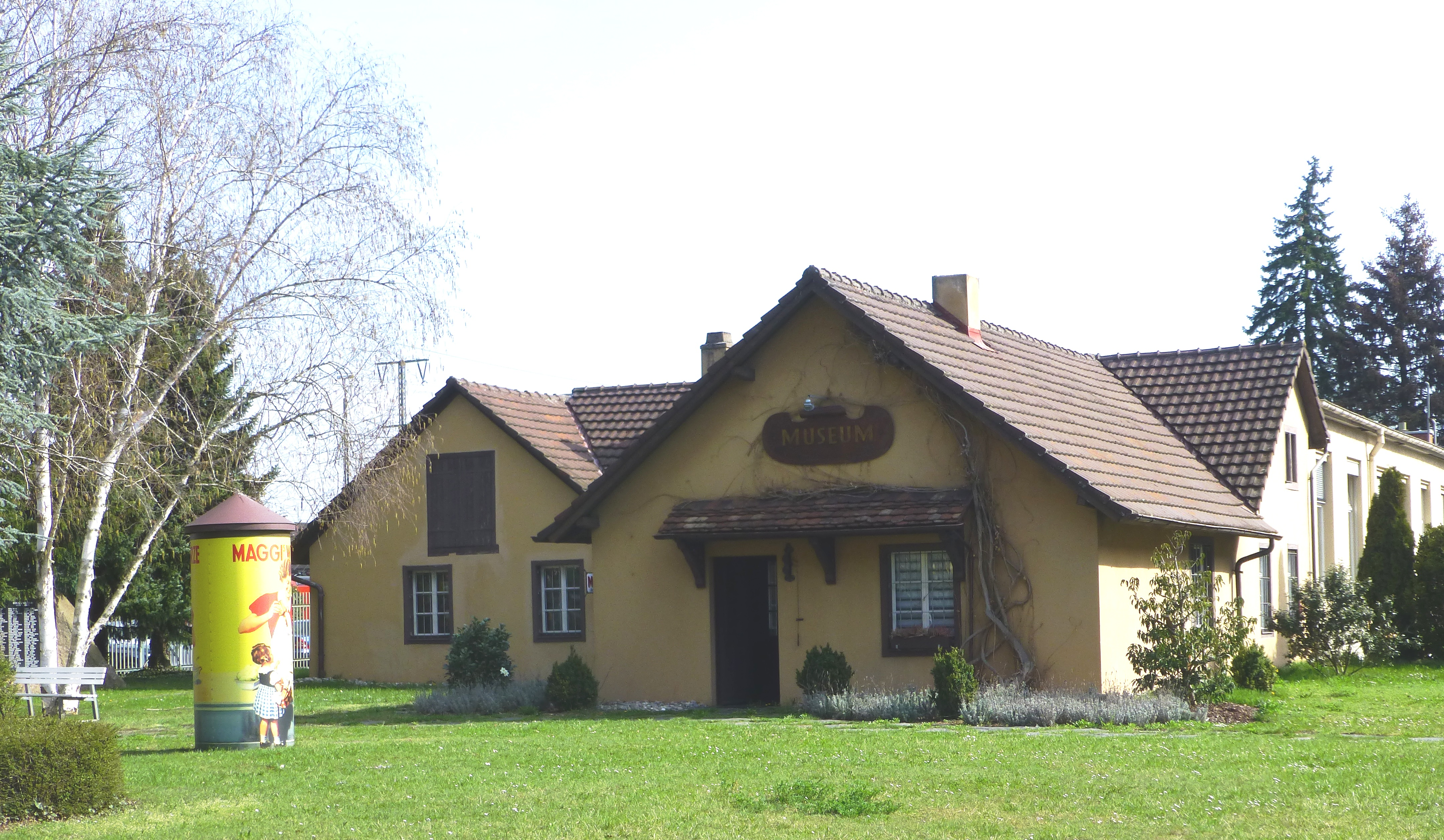
Maggi-Museum Singen/Hohentwiel im so genannten „Gütterli-Hüsli“

Im Herbst 2006 sicherte sich eine Werbeagentur für Maggi eine Wetterpatenschaft beim Institut für Meteorologie an der Freien Universität Berlin. Da Maggi im Englischen eine Abkürzung für Margaret ist, war diese Wetterpatenschaft möglich. Der Name Maggi wurde allerdings, weil es sich um den englischen weiblichen Vornamen handelt, Mäggi ausgesprochen.